# Филиппина Бранденбург-Шведтская
Филиппина Августа Амалия Бранденбург-Шведтская (нем. Philippine Auguste Amalie von Brandenburg-Schwedt; 10 октября 1745, Шведт — 1 мая 1800, Берлин) — принцесса Прусская из линии Бранденбург-Шведт, в замужестве ландграфиня Гессен-Кассельская.

## Биография
Филиппина — дочь принца Прусского Фридриха Вильгельма, маркграфа Бранденбург-Шведта, и Софии, принцессы Прусской и родной сестры Фридриха Великого.
Филиппина поначалу воспитывалась в Шведте, по настоянию умершей матери опеку над ней взял на себя её дядя Фридрих Великий, который отправил Филиппину к сестре, принцессе Фердинанд. До конца своей жизни Фридрих Великий активно участвовал в жизни своей племянницы, а Филиппина испытывала к королю ответное почтение. Несколько матримониальных проектов в отношении Филиппины расстроились из-за медлительности короля и его племянницы. В конце 1772 года король по согласованию с племянницей устроил политический брак Филиппины с ландграфом Гессен-Кассельским Фридрихом II, который надеялся получить от Пруссии значительную поддержку в своей деятельности. В день бракосочетания Филиппина заявила своему жениху, который был старше её на 25 лет, что она ни при каких условиях не может подвергаться риску беременности по медицинским причинам.
В Касселе Филиппина вела весьма независимую от ландграфа жизнь и устроила свой собственный «молодой» двор, при котором состояли в частности философ барон Адольф Книгге, путешественник Георг Форстер и будущий государственный деятель Вюртемберга Георг Эрнст Левин фон Винцингероде. От последнего ландграфиня в 1777 году у сестры Фридерики Софии Доротеи в Мёмпельгарде в тайне родила сына, получившего имя Георг Филиппсон. Филиппина много путешествовала по Германии и Франции, где её чествовали как одну из красивейших правительниц Европы. В 1782 году Филиппина поспособствовала примирению ландграфа с его детьми от первого брака, с которыми он не виделся после расставания с ландграфиней Марией в 1754 году.
Вдовой Филиппина удалилась в Ханау. У неё начались острые конфликты с пасынком, ландграфом Вильгельмом I, приведшие к дипломатическим проблемам между Гессен-Касселем, Пруссией и Россией. Главным гофмейстером был назначен Георг Эрнст Левин фон Винцингероде, в 1794 году возведённый по её ходатайству в имперские графы, а после смерти его первой жены в том же году сочеталась с ним морганатическим браком. В 1792 году Филиппина использовала осаду Майнца революционной французской армией в качестве повода для того, чтобы вопреки воле Вильгельма IX перебраться в Берлин. В Берлине Филиппина проживала сначала у своей сестры, принцессы Фердинанд во дворце Бельвю, а позднее поселилась в просторном дворце на Беренштрассе, 66, который в 1795 году ей подарил её кузен Фридрих Вильгельм II. Второй супруг Филиппины Винцингероде оформил в нём богатые интерьеры, а Филиппина собрала собственный двор. Уже в 1796 году она передала дворец своему супругу, в 1798 году назначила его своим единственным наследником. В 1788 году побочная линия Бранденбург-Шведт прервалась по мужской линии, и Филиппина вместе со своими сёстрами и двумя кузинами стала наследницей аллодиальных владений своей семьи, которые таким образом в пятой части отошли Винцингероде.
Филиппина умерла в 1800 году от апоплексического удара. Винцингероде позволил похоронить её в Берлинском соборе. Недавно саркофаг Филиппины был отреставрирован и доступен для осмотра в крипте Гогенцоллернов.